# Glen Walshaw
Glen Walshaw, né le 25 juillet 1976 à Harare, est un nageur zimbabwéen.

## Carrière
Glen Walshaw est médaillé de bronze du 200 mètres quatre nages aux Jeux africains de 1995 à Harare.
Aux Jeux africains de 1999 à Johannesbourg, Glen Walshaw est médaillé d'argent du 200 mètres nage libre et médaillé de bronze du 400 mètres nage libre,.
Il dispute ensuite les Jeux olympiques d'été de 2000 à Sydney, sans atteindre de finale.